# Влашка (Младеновац)
Влашка је насеље у Градској општини Младеновац у Граду Београду. Према попису из 2022. било је 2149 становника.

## Историја
Ево шта каже предање о постанку овога места: „ У потесу кокорину, који припада атару Влашке, постојало је село Кокорин, из кога је за време Косовске Битке отишло седамдесет коњаника, који су тада изгинули. Село је после опустело и било пусто 200 година. После Косовског Боја, на 200 година, први се досељавају три брата: Владислав (Влајко), Младен и Рајко. Дошли су са Косова и настанили се у крају који се данас зове Шишмански Крај. Влајко ту остане и по њему село добије име. Младен и Рајко крену даље, и Младен оснује село Младеновац, а Рајко Рајковац. Не памти се како су се ова браћа презивала и од њих данас нема потомака.
После Влајка у Влашку долази преци Оџаковића (данас Вујићићи). И они су дошли са Косова и лутајући овим крајевима наишу на Влајкову кућу и ту се задрже. У исто време су дошли и преци Ракића који су се раније презивали Рисимовићи. И они старином од Косова. Из истога краја и у исто време су дошли и Пејовићи, који су раније презивали Ивковићи. Затим су долазиле и насељавале се и остале породице.
За Влашку имамо најстарије писане податке тек од почетка 18. века. На карти из доба аустријске владавине (1718—39. г) унето је ово село као насељено место под именом Vlaska. Од тога доба се Влашка чешће помиње. У арачким списковима из 1818. и 1822.г у кнежевини Вићентијевој помиње се село Влашка која је 1818. г. имала 51 и 1822. г. 61 кућу. Године 1846. Влашка је припадала срезу космајском и имала је 85 кућа. По попису из 1921. г. (Државна статистика) Влашка је имала 369 кућа са 2370 становника.
Предак данашњих Јанковића, Тодор, који је трговао „преком“ (Банат) први је у влашку довео учитеља Негована и у једној својој кућици основао школу. Стара школа је служила до 1905. г. када је подигнута нова школа.. село је имало цркву брвнару, која се 1717. г. срушила и тада саградили нову цркву. (подаци крајем 1921. године).
 Овде се налазе црква Светих Константина и Јелене и ОШ „Бора Лазић” Влашка.
У селу се 1863. године родио Љубомир Давидовић, оснивач и вођа Демократске странке од 1919. до смрти 1940. године. Након Првог светског рата и стварања Краљевине СХС, састављао је испред своје странке Владу три пута (два пута 1919. и једном 1924).

## Демографија
У насељу Влашка живи 2011 пунолетних становника, а просечна старост становништва износи 40,5 година (39,8 код мушкараца и 41,3 код жена). У насељу има 793 домаћинства, а просечан број чланова по домаћинству је 3,21.
Ово насеље је у великим делом насељено Србима (према попису из 2002. године).
|  |

| Демографија | Демографија | Демографија |
| Година      | Становника  | Становника  |
| ----------- | ----------- | ----------- |
| 1948.       | 2.913       |             |
| 1953.       | 2.941       |             |
| 1961.       | 2.949       |             |
| 1971.       | 2.800       |             |
| 1981.       | 2.808       |             |
| 1991.       | 2.938       | 2.757       |
| 2002.       | 2.547       | 2.697       |

| Етнички састав према попису из 2002.‍ | Етнички састав према попису из 2002.‍ | Етнички састав према попису из 2002.‍ | Етнички састав према попису из 2002.‍ | Етнички састав према попису из 2002.‍ |
| ------------------------------------ | ------------------------------------ | ------------------------------------ | ------------------------------------ | ------------------------------------ |
|                                      |                                      |                                      |                                      |                                      |
| Срби                                 | Срби                                 |                                      | 2.483                                | 97,48%                               |
| Роми                                 | Роми                                 |                                      | 12                                   | 0,47%                                |
| Југословени                          | Југословени                          |                                      | 4                                    | 0,15%                                |
| Македонци                            | Македонци                            |                                      | 2                                    | 0,07%                                |
| Хрвати                               | Хрвати                               |                                      | 1                                    | 0,03%                                |
| Румуни                               | Румуни                               |                                      | 1                                    | 0,03%                                |
| непознато                            | непознато                            |                                      | 26                                   | 1,02%                                |

| \| \| м \| \| \| ж \| \| ? \| 6 \| \| \| 8 \| \| 80+ \| 30 \| \| \| 34 \| \| 75—79 \| 34 \| \| \| 55 \| \| 70—74 \| 63 \| \| \| 77 \| \| 65—69 \| 77 \| \| \| 83 \| \| 60—64 \| 74 \| \| \| 70 \| \| 55—59 \| 51 \| \| \| 74 \| \| 50—54 \| 98 \| \| \| 77 \| \| 45—49 \| 109 \| \| \| 106 \| \| 40—44 \| 106 \| \| \| 93 \| \| 35—39 \| 90 \| \| \| 90 \| \| 30—34 \| 79 \| \| \| 59 \| \| 25—29 \| 64 \| \| \| 77 \| \| 20—24 \| 73 \| \| \| 78 \| \| 15—19 \| 102 \| \| \| 97 \| \| 10—14 \| 95 \| \| \| 78 \| \| 5—9 \| 56 \| \| \| 73 \| \| 0—4 \| 61 \| \| \| 50 \| \| Просек : \| 39,8 \| \| \| 41,3 \| |      |  |  |      |
| |      |  |  |      |
| | м    |  |  | ж    |
| ? | 6    |  |  | 8    |
| 80+ | 30   |  |  | 34   |
| 75—79 | 34   |  |  | 55   |
| 70—74 | 63   |  |  | 77   |
| 65—69 | 77   |  |  | 83   |
| 60—64 | 74   |  |  | 70   |
| 55—59 | 51   |  |  | 74   |
| 50—54 | 98   |  |  | 77   |
| 45—49 | 109  |  |  | 106  |
| 40—44 | 106  |  |  | 93   |
| 35—39 | 90   |  |  | 90   |
| 30—34 | 79   |  |  | 59   |
| 25—29 | 64   |  |  | 77   |
| 20—24 | 73   |  |  | 78   |
| 15—19 | 102  |  |  | 97   |
| 10—14 | 95   |  |  | 78   |
| 5—9 | 56   |  |  | 73   |
| 0—4 | 61   |  |  | 50   |
| Просек : | 39,8 |  |  | 41,3 |

| Година пописа     | 1948. | 1953. | 1961. | 1971. | 1981. | 1991. | 2002. |
| ----------------- | ----- | ----- | ----- | ----- | ----- | ----- | ----- |
| Број домаћинстава | 590   | 623   | 711   | 708   | 726   | 759   | 793   |

| Број чланова      | 1   | 2   | 3   | 4   | 5  | 6  | 7  | 8 | 9 | 10 и више | Просек |
| ----------------- | --- | --- | --- | --- | -- | -- | -- | - | - | --------- | ------ |
| Број домаћинстава | 127 | 214 | 121 | 163 | 80 | 61 | 19 | 2 | 1 | 5         | 3,21   |

| Пол    | Укупно | Неожењен/Неудата | Ожењен/Удата | Удовац/Удовица | Разведен/Разведена | Непознато |
| ------ | ------ | ---------------- | ------------ | -------------- | ------------------ | --------- |
| Мушки  | 1.056  | 272              | 680          | 57             | 32                 | 15        |
| Женски | 1.078  | 178              | 672          | 183            | 25                 | 20        |
| УКУПНО | 2.134  | 450              | 1.352        | 240            | 57                 | 35        |

| Пол    | Укупно                    | Пољопривреда, лов и шумарство | Рибарство                            | Вађење руде и камена | Прерађивачка индустрија       |
| ------ | ------------------------- | ----------------------------- | ------------------------------------ | -------------------- | ----------------------------- |
| Мушки  | 580                       | 119                           | 0                                    | 0                    | 234                           |
| Женски | 308                       | 81                            | 0                                    | 0                    | 88                            |
| Укупно | 888                       | 200                           | 0                                    | 0                    | 322                           |
|        |                           |                               |                                      |                      |                               |
| Пол    | Производња и снабдевање   | Грађевинарство                | Трговина                             | Хотели и ресторани   | Саобраћај, складиштење и везе |
| Мушки  | 8                         | 20                            | 49                                   | 3                    | 68                            |
| Женски | 3                         | 3                             | 30                                   | 9                    | 13                            |
| Укупно | 11                        | 23                            | 79                                   | 12                   | 81                            |
|        |                           |                               |                                      |                      |                               |
| Пол    | Финансијско посредовање   | Некретнине                    | Државна управа и одбрана             | Образовање           | Здравствени и социјални рад   |
| Мушки  | 4                         | 17                            | 24                                   | 9                    | 14                            |
| Женски | 1                         | 12                            | 3                                    | 18                   | 39                            |
| Укупно | 5                         | 29                            | 27                                   | 27                   | 53                            |
|        |                           |                               |                                      |                      |                               |
| Пол    | Остале услужне активности | Приватна домаћинства          | Екстериторијалне организације и тела | Непознато            | Непознато                     |
| Мушки  | 9                         | 0                             | 0                                    | 2                    | 2                             |
| Женски | 4                         | 1                             | 0                                    | 3                    | 3                             |
| Укупно | 13                        | 1                             | 0                                    | 5                    | 5                             |

## Галерија
- Споменик ратницима балканских и Првог светског рата (1912-1919)
- Црква Св. Константина и Јелене
- Основна школа „Бора Лазић“
- Поглед на село